# Signe Anderson
Signe Anderson, pseudoniem van Signe Toly (Seattle, 15 september 1941 – 28 januari 2016), was een van de oorspronkelijke leden van de band Jefferson Airplane.
Ze groeide op in Portland Oregon en had daar plaatselijke bekendheid als zangeres van jazz- en folkmuziek. Tijdens een optreden werd ze ontdekt door Marty Balin. Haar medewerking aan de eerste lp van de groep – Jefferson Airplane Takes Off – beperkte zich tot die van achtergrondzangeres en alleen in Chauffeur Blues zong ze de lead-vocal. Ook op niet-officiële lp's is haar stem te horen. In de tussentijd was ze getrouwd met Jerry Anderson, een lid van een andere hippie-band (de Merry Pranksters), van wie ze in mei 1966 een dochter kreeg. Ze bleef met hem getrouwd tot 1974.
Ze wilde meer aandacht aan haar gezin geven, maar dat was moeilijk toen de Airplane succes kreeg. Daarnaast had ze problemen met de manager van de band en waren de andere bandleden niet erg vriendelijk tegen haar man Jerry. Dit alles was voor haar reden genoeg om de band in oktober 1966 te verlaten. Al snel werd Grace Slick bereid gevonden om haar op te volgen.
Ze keerde terug naar Oregon, waar ze nog wel actief bleef in een band, maar niet beroepsmatig. In 1975 werd bij haar kanker vastgesteld, een ziekte die ze wel weer overwon. In 1997 trouwde ze met Michael Alois Ettlin, een aannemer. In die periode kampte ze met ernstige gezondheidsproblemen, waar ze ook weer van herstelde maar wel schulden aan overhield. Op de website van Jefferson Airplane werd een oproep geplaatst om haar financieel te helpen.
Ze heeft incidenteel nog wel opgetreden met de KBC Band (van Paul Kantner, Marty Balin en Jack Casady, ook oud Jefferson Airplane-leden) en Jefferson Starship. Ze werkte in een warenhuis.
Signe overleed op 28 januari 2016 aan de gevolgen van COPD, op dezelfde dag als Paul Kantner, eveneens deel uitmakend van de oorspronkelijke bezetting van Jefferson Airplane.
- Library of Congress Control Number: no2018103052
- MusicBrainz: 874d58d4-52c7-42a0-a483-384e43750f5d
- Virtual International Authority File: 575153411776041700006
- WorldCat: E39PBJtMmGgcHgw7pG6qPCrDv3